# Anthrenoides labratus
Anthrenoides labratus är en biart som beskrevs av Urban 2007. Anthrenoides labratus ingår i släktet Anthrenoides och familjen grävbin. Inga underarter finns listade i Catalogue of Life.